# Beyond Meat
Beyond Meat est un producteur de substituts de viande à partir de plantes, fondé en 2009 par Ethan Brown et basé à Los Angeles. Les produits de Beyond Meat sont disponibles depuis 2013 aux États-Unis, chez Whole Foods Market,,.

## Histoire
Ethan Brown fonde Beyond Meat, anciennement Savage River, en 2009, pour fabriquer des produits végétariens qui reproduisent le goût et la texture de la viande, et ainsi réduire les problèmes environnementaux et de bien-être animal occasionnés par l'industrie de la viande,,,,. Pour Brown, l'inspiration pour Beyond Meat commence dans la chicken country (« pays du poulet »), où dans sa jeunesse, il passa des week-ends dans la ferme familiale située dans les régions rurales du Maryland, proches de la frontière avec la Pennsylvanie.
Initialement, Brown contacte deux professeurs de l'Université du Missouri, Fu-hung Hsieh et Harold Huff, qui travaillaient déjà sur la création d'une protéine sans viande depuis des années dans un laboratoire universitaire, testant différentes températures et pressions pour obtenir un mélange de soja et de protéines de pois « aussi proche de l'aspect et la sensation du vrai poulet que possible ». Cinq années supplémentaires ont été nécessaires pour élaborer la première recette de Beyond Meat, l'« émincé sans poulet », que la société commercialise de manière limitée en 2012,.
Brown déclare que son objectif à long terme est de proposer un produit qui peut satisfaire la demande mondiale croissante pour la viande, en particulier pour des marchés comme l'Inde et la Chine,.
En 2012, Beyond Meat met tout d'abord en vente son émincé de poulet, exclusif à Whole Food Market dans le nord californien. Peu de temps après, la société lance la construction d'une plus grande usine de production, et projette d'ajouter des produits de bœuf haché et de porc sans viande à leur catalogue.
Fast Company cite Beyond Meat comme étant l'une des entreprises les plus innovantes de 2014, et PETA nomme Beyond Meat, entreprise de l'année 2013,.
La société a reçu le financement de Kleiner Perkins Caufield & Byers, Obvious Corporation, Bill Gates, Biz Stone, et la Humane Society of the United States,.
La société commence à commercialiser ses produits sans poulet à Whole Foods Market à l'échelle nationale en avril 2013,,,.
En mai 2013, Smoothie Tropical Café (en), une franchise de restauration basée à Atlanta, commence à vendre des produits Beyond Meat comme substitut végétalien pour les plats comportant du poulet,,.
Obvious Corporation, fondée par les cofondateurs de Twitter Evan Williams, Biz Stone, et Jason Goldman, commence à soutenir Beyond Meat en juin 2013,,.
La même année, Kleiner Perkins (en), une compagnie de capital à risque de la Silicon Valley, réalise avec Beyond Meat, son premier investissement dans une start-up alimentaire,. La société est également soutenue par la Humane Society of the United States.
En juillet 2018, la chaîne canadienne A&W Food Services of Canada annonce un nouveau burger qui utilise un pâté Beyond Meat. Devant le succès de ce produit (la chaîne ayant même vécu une rapide rupture de stock, au bout d'à peine un mois), A&W ajoute en mars 2019 à sa carte un déjeuner avec une saucisse Beyond Meat, sur un muffin anglais.
En avril 2019, Beyond Meat réalise une introduction partielle en bourse d'environ 180 millions de dollars, valorisant sa capitalisation totale entre 1,5 et 1,2 milliard de dollars. À cette date, l'entreprise réalise un chiffre d'affaires de 87,9 millions de dollars pour des pertes annuelles en 2018 de 30 millions de dollars.

## Le fondateur, Ethan Brown
Enfant, le fondateur de Beyond Meat, Ethan Brown, passe ses week-ends dans la ferme laitière de son père dans l'ouest du Maryland. Cette expérience le pousse à se préoccuper du sort des animaux qu'il apprend à aimer. Lorsqu'il devient finalement végétalien, sa frustration à l'égard de la disponibilité limitée d'options sans viande l'incite à en apprendre davantage sur l'industrie, et à finalement démarrer sa propre entreprise. Ayant une maîtrise en politique publique et un MBA de l'Université Columbia, il commence sa carrière chez Ballard Power Systems (BLDP), une société active dans les piles à combustibles. Alors qu'il étudie les énergies dites « propres », Brown réalise que l'élevage contribue à l'épuisement des ressources et au changement climatique, et décide de focaliser son travail sur l'alimentation, plutôt que sur l'énergie,,.
Un article de Fortune datant de 2013 décrit le soutien que des groupes de protection des animaux tels que Farm Sanctuary apportent à Brown.

## Produits
Beyond Meat développe et fabrique une variété de produits alimentaires à base de protéines végétales. Les substituts de viande végétariens sont fabriqués à partir de mélanges de protéines de soja, d'isolats de protéines de pois, de levure, et d'autres ingrédients,. En 2014, l'offre de produits de la société se compose de Beyond Chicken (littéralement : « Au-delà du poulet ») et de Beyond Beef (« Au-delà du bœuf »),,,. Un pâté végétalien et sans soja pour hamburger, nommé The Beast (« La Bête »), est commercialisé en 2015 sous forme de galette, mais aussi de plats préparés,,,.

### Beyond Chicken
Les produits sans poulet de Beyond Meat, commercialisés en tant que Beyond Chicken, sont fabriqués à partir d'un mélange de protéines de soja, de pois, de fibres et d'autres ingrédients, et sont commercialisés comme une alternative saine à la viande de poulet,. Les ingrédients sont mélangés et introduits dans une extrudeuse alimentaire qui cuit le mélange tout en le conduisant à travers un mécanisme spécialement conçu qui utilise de la vapeur, de la pression et de l'eau froide pour former la texture similaire au poulet. Après avoir été traité dans la machine d'extrusion, le produit est découpé à la bonne dimension, assaisonné et grillé avant d'être emballé. La production d'un lot de poulet prend environ 90 minutes.
Ce simili poulet est commercialisé sous forme d'émincés, soit légèrement assaisonnés, soit grillés, soit façon Western.

### Beyond Beef
Les deux variétés du Beyond Beef imitant le bœuf haché, appelées Beefy et Feisty, sont fabriquées à partir de protéines de pois, d'huile de colza, et de divers assaisonnements,. Le mélange de protéines de pois ne contenant ni soja ni gluten prend la forme d'une pâte, avant d'être chauffé et traité par une extrudeuse alimentaire. Un peu de jus de betterave est ajouté au mélange afin d'imiter la coloration d'un steak animal.
Un beefy crumble possède la même teneur en protéines qu'un steak de bœuf haché traditionnel,.

### The Beast
Beyond Meat annonce en 2014 le développement et le test d'un nouveau produit nommé The Beast (« La Bête »). La saveur de ces pâtés pour hamburger à base de protéines de légumes est testée par les Mets de New York lors d'un événement d'avant-match,,,.
Le Beast Burger est officiellement commercialisé en février 2015 par l'enseigne Whole Foods Market. Les ingrédients du hamburger comprennent de la poudre de protéine de pois, de l’eau, différentes huiles végétales (huile de colza, huile de lin, huile de palme*, huile de tournesol, huile dha algal). Après être passé dans une extrudeuse à double vis, le mélange est cuit, pressurisé, puis est façonné en forme de galettes, lesquelles sont emballées pour la vente au détail,.
Les hamburgers ne sont composés d’aucun produit d'origine animale, ne comprennent pas de soja, et contiennent 23 grammes de protéines ainsi que des antioxydants, du fer, du calcium, des vitamines B6, B12 et D, du potassium, du DHA Oméga-3 et du ALA Oméga-3, propices à la récupération musculaire,,.

## Production
L’usine Beyond Meat est située à Columbia, dans le Missouri.
En juin 2020, Beyond Meat inaugure deux nouvelles usines de production à Zoeterwoude et Enschede, aux Pays-Bas.

## Réception
Les produits Beyong Meat ont été décrits comme très similaires à de la viande classique. Le chroniqueur culinaire Mark Bittman a affirmé en 2014 ne pas avoir été capable de faire la différence entre le poulet de Beyond Meat et le vrai poulet. Bill Gates a fait une déclaration similaire, devenant investisseur de Beyond Meat en 2013,,.